# روستاژوو
روستاژوو (به لهستانی:  Rostarzewo) یک روستا در لهستان است که در گمینا راکونگویتسه واقع شده‌است. روستاژوو ۱٬۴۰۰ نفر جمعیت دارد.